# Extended System Configuration Data
ESCD (Extended System Configuration Data) — спецификация стандарта конфигурирования компьютеров x86, поддерживающих технологию конфигурирования ISA PnP. Спецификация была разработана компаниями Compaq, Intel и Phoenix Technologies. Она включала в себя формат хранения конфигурационной таблицы в CMOS-памяти материнской платы и три вызова BIOS для работы с этой информацией.
Таблица ESCD, хранящаяся в памяти CMOS материнской платы, предназначена для распределения аппаратных ресурсов компьютера. Эта таблица заполняется в момент первого включения компьютера после изменения его конфигурации. Она значительно упрощает процесс распределения ресурсов при включении или перезагрузке.
Таблица ESCD, хранящаяся в памяти CMOS материнской платы, предназначена для распределения аппаратных ресурсов компьютера, таких как прерывания (IRQ), каналы DMA, адреса ввода-вывода (I/O ports) и области памяти. Эта таблица заполняется в момент первого включения компьютера после изменения его конфигурации (например, при добавлении или удалении устройств). Она значительно упрощает процесс распределения ресурсов при включении или перезагрузке, позволяя избежать конфликтов между устройствами.
На некоторых материнских платах имеется функция защиты от перезаписи памяти, которая препятствует изменению таблицы ESCD при установке нового оборудования. Однако эта функция легко отключается при помощи специальных перемычек на материнской плате либо в настройках BIOS.
В случае повреждения таблицы ESCD (например, из-за сбоя CMOS) система может перестать загружаться корректно. В таких ситуациях помогает сброс ESCD через настройки BIOS или очистка CMOS.
ESCD использовался преимущественно в эпоху ISA и ранних PCI-устройств. С появлением более современных стандартов, таких как ACPI и UEFI, его роль значительно уменьшилась.

### Принцип работы
1. Инициализация PnP — при загрузке системы BIOS считывает данные из ESCD, чтобы определить текущую конфигурацию оборудования.
2. Обнаружение изменений — если в системе появились новые устройства или изменилась конфигурация, BIOS запускает процесс повторного сканирования и обновляет таблицу ESCD.
3. Распределение ресурсов — на основе данных из ESCD BIOS назначает ресурсы устройствам, избегая конфликтов.